# Ілліпе
Ілліпе — олія з рослинного жиру горіха (відомий як "несправжній горіх ілліпе") з дерева Shorea stenoptera, іноді використовується як замінник какао-олії. Слово Ілліпе походить від тамільського слова для дерева Iluppai (இலுப்பை). Справжній горіх ілліпе з видів Madhuca latifolia, сім'я Sapotaceae.

## Використання в Україні
Останніми роками (від 2015 точно) ілліпе використовується в кондитерській галузі України. Яскравий приклад використання — цукерки "Nirvana" від кондитерської фабрики "Житомирські ласощі".